# المرأة والرقص

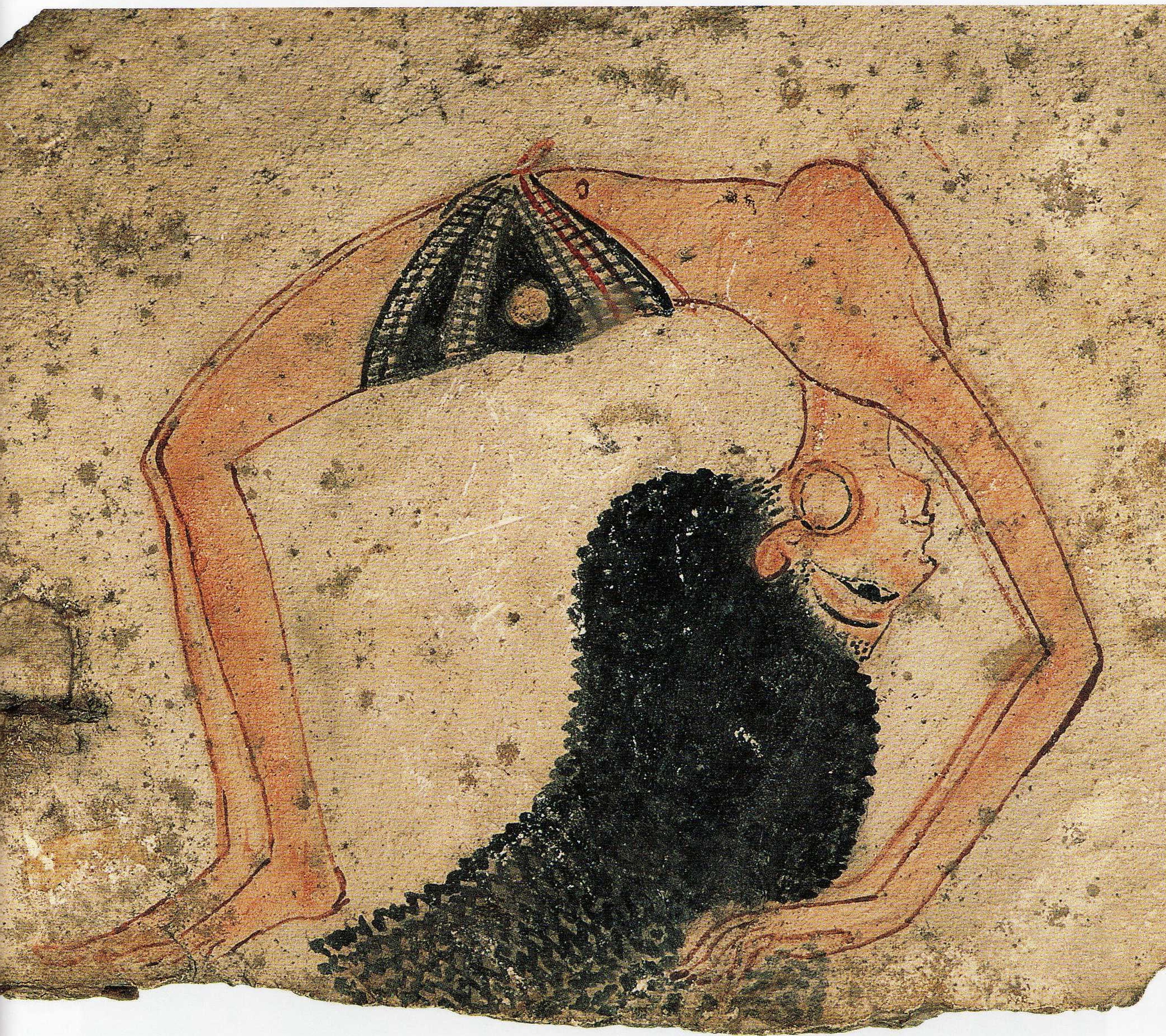
رسم لراقصة مصرية قديمة

تعود أهمية مكانة المرأة في مجال الرقص لأصول الحضارة. بدايةً تشهد كلًا من رسومات الكهوف واللوحات الجدارية والتماثيل الهندية والفن العتيق لدى اليونانيون والرومانيون وسجلات التقاليد المحكمة في الصين واليابان بأهمية دور المرأة في طقوس الرقص الديني. عُرِف في العصور الوسطى مايسمى بالباليه وكانت بداياته في مهرجان المحكمة الإدارية في إيطاليا عندما كن النساء يلعبن دور الرجال بإستمرار. أنتجت مسارح باريس احتفالها الأول براقصات الباليه في أواخر القرن السابع عشر في فرنسا، وبينما بدأن النساء بالسيطرة على مسرح الباليه في القرن الثامن عشر، وأصبحن بلا منازع محض الانتباه بحلول الباليه الرومانسية في القرن التاسع عشر إلى جانب النجوم ولعبن الأدوار الرئيسية في أعمال ماريوس بيتيبا، كما ظهرن على المسارح في جميع أنحاء أوروبا ابتداء من مسرح لا سكالا في ميلان وحتى مسرح مارينسكي في سانت بطرسبرغ. وفي الآونة الأخيرة لعبن النساء أدوارًا رئيسية في تطوير أشكال مختلفة من الرقص الحديث بما في ذلك فلامينكو والرقص التعبيري.

## التاريخ
لقد لعبن النساء الأدوار المهيمنة في الرقص كما ظهر من بداية تاريخه وحتى ظهور الرقص الرسمي والذي تطور للباليه في القرن الخامس عشر.

## العصور القديمة
تُوفر رسومات الكهوف القديمة منذ 6000 سنة قبل المسيح مشاهد من النساء الراقصات ويمكن رؤية هذه الأمثلة في كهف آداوت بالقرب من باليرمو وأيضا في كهف روكا دبل موروس في كتالونيا، وفي مصر القديمة قامت النساء بأداء رقصات شعائرية لِمراسم دينية مثل مراسم العزاء بحسب ما اتضح بجانب فريسكو في مقبرة الفراعنة، وأقدم تسجيلات الرقص المنظمة والمحترفة للإناث الراقصات تأتي من مصر، وخاصة في المملكة القديمة حيث قُسِّمت النساء إلى مجموعات تسمى كينير واتضح فيما بعد أن الرجال أيضا انضموا إلى هذه المجموعات.
كما أن هناك أدلة مبكرة على وجود النساء الراقصات في شبه القارة الهندية، ولاسيما التمثال البرونزي من موهينجو دارو في وادي السند منذ حوالي 2500 سنة قبل الميلاد. في حين أن مشاركة الرجال في طقوس الرقص كانت متصلة بالمطاردة والقتال، أما رقص النساء كان متصلا بكلٍ من الخصوبة الزراعية والبشرية.

## الصين واليابان
يوجد في الصين تاريخ مُسجّل وعريق من النساء الراقصات منذ أسرة تشو (256-1046) قبل الميلاد، ووصلت وقت الذروة في أسرة تانغ (618-907) قبل الميلاد. وكان يعرف رقص الكورال الذي أدته النساء في أسرة تشو بـ شي (xi)، وكان يسمى المشهد المسرحي القديم بـ بياكسي والذي تضمن فتيات راقصات بالفساتين مع رفرفة الأكمام الحريرية. وتحتوي النصوص التي كانت من فترتي الربيع والخريف (476-771 قبل الميلاد) على أوصاف فتيات راقصات محترفات في حين أن رقصة الـنوشانق يويا التي صنعها الإمبراطور لي لونجي (685-762) أخرَجت النساء العذارى الراقصات وكأنهن في عالم سحري. اشتهر الشيرابيوشي برقصهم وشِعرهم في القرن الثاني عشر في اليابان، وكان أشهرهم راقصة المحكمة شيزوكا التي ظهرت في تلك الحقبة في الأدب الياباني.

## ظهور الباليه
أصبحت الاحتفالات الحكمية في إيطاليا متقنة أكثر وغالبا ما يشاركها الرقص الرسمي، وكان من أولى الأسياد دومنينيكو دي بياتشينزا (1400-1470) والذي امتثل لتعليمات الرقص: دي آرتي سالتاندي وكوريوس ديسيندي، وأيضًا بدأ الرقص يتشكل في فرنسا عندما أدى الراقصون لهنري الثالث في فونتينبلو في بداية 1580. أجريت مزيدًا من التقديمات للويس الثالث عشر الذي أخذ الدور الرئيسي بنفسه لعدة مرات، ووضعت الأسس لما يُعرف الآن بالباليه وكان هذا أثناء فترة حكم لويس الرابع عشر (1643-1715). كما أن الملك أمر بتدوين قوانين الرقص وأنشأ أكاديمية رويالا دي دانس في 1661 والتي أصبحت اليوم باليه أوبرا باريس. وأنشأ كلًّا من المؤلف الموسيقي الإيطالي-الفرنسي جتن باتيست لولي ومصمم الرقص الفرنسي بيير بوشامب العديد من رقص الباليه وغالبا بمساعدة من موليير.
وفي البداية أخذ الرجال أدوار النساء في أوائل الباليه ولكن في 1681 رقصت امرأة صغيرة في ليلي لو ترايومف دي لامور عُرفت بـآنسة دي لافونتين،  فقد ذهبت لتصبح راقصة الباليه الرئيسية في ما لا يقل عن 18 إنتاجًا في أوبرا باريس ما بين 1681 و1693 الذي أنشئت فيه الأهمية القصوى للنساء في الباليه. كما أن دي لافونتين خلَفَها ماري تيريز دي سوبلينقي والتي أصبحت راقصة الباليه الأولى في لندن عندما ظهرت مع كلود بالون في 1699, وقيل أنها كانت أفضل راقصة آنذاك، فقد كانت ذات عينان جمليتان وجسمٍ جميل فرقصت في أوبرا باريس من 1688 حتى تقاعدها في 1707.
والراقصة الرئيسية الأخرى في الأوبرا كانت فرانسواز بريفوز (1680-1741) التي شاركت الكثير من دقتها وخفتها في الباليه الكلاسيكي،  فقد أقنعت قائد الفرقة الموسيقية جان فراي ريبيل بأن يؤلف بِدل خاصة للباليه، وقد أتت بوتاد وليز كاريكترز دي لا دانس ولاتيربسيكوري بنجاحات كبيرة وخصوصًا تفسيرها الشخصي للخطوات في كابريس حيث أنه كان مثالًا للعازفين المنفردين الآخرين، في حين أنها حولت الشخصيات إلى سلسلة مصورةً تحتوي على أنواع مختلفة من العشاق سواء كانوا رجالًا أم نساء، بالإضافة إلى أنها دربت راقصتين ناجحتين للغاية وهما ماري كامارغو (1710-1770) وماري سالي (1707-1756) اللتان استحدثتا أنماط فردية وأضافتا تفضيلات شخصية للشخصيات الخاصة بها، فقد أخذا مكانها كراقصتين باليه محترفتين بعد تقاعدها من الأوبرا في 1730.
أثبتت كامارغو بأنها نجحت نجاح هائل ليس بسبب حركة قدميها الرائعة فقط -خاصة في انتريتشات اكترا - ولكن بسبب إدخالها لتصفيفات الشعر الجديدة والتنورة القصيرة،  كما أنها تخلصت من الكعب العالي وأدخلت بدلًا منه أحذية الرقص التي سهلت من إعداد الروتين المطلوب. فبالرقص على الروتين المطلوب الذي أدّاه الرجال حصريَا، قامت كامارغو بتوحيد صورة راقصة الباليه.
سعت سالي لإظهار أكثر من مهارة وأسلوب في الباليه والتي يفضلها دعاة الباليه التقليدي، وهي تعتقد أن الموسيقى والخطوات والديكورات والأزياء يجب أن تشارك في أداء لطيف ومُعبر ويجمع مابين فن التمثيل الإيمائي والرقص والذي يعرف بباليه دي أكشن. وقررت أن تنتقل إلى لندن المتحررة بسبب رفض العديد لمشاركة أرائها في الأوبرا، كما أنها أحدثت ضجة كبيرة في كوفينت قاردن سنة 1734 كراقصة باليه صممتها بنفسها تدعى قالاتي في قماليون، وتخلصت من ملابس راقصات الباليه المعتادة واختارت أن ترتدي سترة مزخرفة ودعت شعرها يسقط على كتفيها،  وفي السنة التي تليها قررت أن تظهر بزيّ الرجل أثناء أدائها لدور ملاك الحب (كيوبد) ولكن الانتقادات كانت جارحة جدا، ونتيجة لذلك فقد عادت لباريس حيث رقصت في الأوبرا حتى تقاعدها سنة 1740 في سن مبكر من 33, وبعد ذلك رقصت من حين لآخر للمحكمة في فيرساي.
وفي أثناء النصف الثاني من القرن الثامن عشر كانت النجمة المهيمنة ماري مادلين جويمارت في أوبرا باريس وبالرغم من أنها لم تمتلك أسلوب سالي إلا أنها عُرِفت بتحركاتها الحسية وخطابها الكثيرين وملابسها السحرية. ومن ضمن النجمات الأخريات سالي ألارد (1738-1802) التي انضمت إلى أوبرا باريس سنة 1756 حيث تدربت على يد غايتن فيستريس حتى أصبحت نجمته وزوجته في آنٍ واحد، وبالرغم من بدانتها وحملها المستمر إلا أنها هُتِفت بحركة قدميها المذهلة.

## الباليه الرومانسي
تعتبر الفترة الأكثر نجاحًا لراقصات الباليه مابين 1830 و1840 عندما أصبحن نجمات رائعات في الباليه الرومانسي. فالإيطالية السويدية ماري تاقليون (1804-1884) لم تكن بارعة فقط في أوبرا باريس عندما رقصت في لو سايلوهايد سنة 1832 إنما توسعت شهرتها إلى باليه المارينسكي في سانت بطرسبرغ وكذلك في مسارح بيرلين وميلان ولندن حتى تقاعدها سنة 1847, وكانت هي من طورت باليه إت بوينت (الرقص على أطراف اليدين والقدمين) أثناء إدخالها للأزياء الجديدة في الفساتين وتصفيفات الشعر التي أصبحت دارجة في أنحاء أوروبا. واكتسبت النمساوية فاني إلسيلير (1810-1884) شهرتها وثروتها بالرقص الغزلي الأسباني كاتشوتشا في لادايابل بوتو، ولم يقتصر أداؤها في النمسا وألمانيا وفرنسا وانكلترا وروسيا، وإنما في الولايات المتحدة أيضًا، كما أنها في سنة 1845 رفضت الرقص مع خصومها وهن ماري تاقليون وكارلوتا قريسي وفاني سيريتو ولوسيل غران في جول بيرو في باديكاترا.
تسبب عرض الـباديكاترا بضجة كبيرة في مسرح صاحبة الجلالة الواقع في لندن، وجميع الراقصات الأربعة المبدعات لذلك اليوم، بالإضافة إلى أن ماري تاقليون والإيطالية غريسي (1819-1899) أصبحا مشهورتان في كلٍّ من باريس وسانت بطرسبرغ بينما كاريب من نابلس أصبحت نجمة لاسكالا في ميلان. وتدربت الدنمركية غران (1819-1907) على يد بورنينفيل التي كانت تعيش في باريس ولكن رقصت أيضًا في لندن وسانت بطرسبرغ وميلان قبل أن تستقر في ألمانيا.
ظهرت العديد من راقصات الباليه البارزات في النصف الثاني من القرن التاسع عشر ووصلن لذروتهن في روسيا، فقد رقصت الإيطالية فيرجينيا زوغي (1849- 1933) بدايةً في إيطاليا وألمانيا ولكن كانت تفسيراتها للباليه الخاص بماري بيتيبا ناجحة للحد الذي جعل القيصر يصر على انضمامها للباليه المارينسكي في سانت بطرسبرغ، وفي منتصف 1880 تألقت في كوبيليا ولافيل مال غاردي ولا إزميرالدا وحدثت ثورة الباليه في روسيا من خلال أدائها العظيم،  كما أن بيرينا ليجناني (1863-1930) من ميلان اقتدت بها في الرقص كذلك في الباليه المارينسكي من سنة 1892 حيث انطلقت أشهر أدوارها في باليه بيتيبا وهي سندريلا وبحيرة البجعة وريموندا، واكتسبت لقب راقصة الباليه الأولى. وكارلوتا بريانز (1867-1930) كذلك من ميلان والتي اكتسبت بدايةً شهرتها في لاسكالا حيث تجولت في الولايات المتحدة، فهي بالرغم من كل الراقصات عالقة في الإذهان لأنها رقصت الأورورا في العرض الأول للجميلة النائمة في بيتيبا سنة 1890.

## الباليه في القرن العشرين
تطور نهج الباليه فأصبح جديدًا وحيويًا من بداية القرن العشرين وأكثرهم تأثيرًا كان سيرجي ديغيلف لباليه الرسيس بتعزيز من التعاون المبدع بين مصممين الرقص والمؤلفين والراقصين. وكان من اوائل النجمات آنا بافلوفا (1881-1931) التي اكتسبت شهرتها بالرقص على البجعة الميتة التي صممها مايكل فوكين قبل انضمامها لباليه الرسيس سنة 1909, ومنافستها تمارا كارسافينا (1885-1978) التي رقصت أيضًا في باليه الرسيس وقد علقت في الأذهان لابتكارها الدور الرئيسي لطائر النار في فونكاين. ورقصت أولغا سباسيفسيفا (1895-1991) كذلك مع المارينسكي في سانت بطرسبرغ وتجولت أيضًا في باليه الرسيس، فقد رقصت على الجميلة النائمة في ديغيلف سنة 1921 في لندن.
كما أن الباليه بدأ تطوره في لندن والفضل يعود لجهود امرأتين. فالبولندية ماري رامبرت (1888- 1982) التي اكتسبت شهرتها كذلك من باليه الرسيس أنشأت نادي الباليه (وبعدها شركة الرامبيرت للرقص) سنة 1926 فأدخلت مصممين جدد مثل فريدريك آشتون. والأكثر نفوذا كانت نينيت دي فالوا (1898-2001) التي قضت 3 سنوات مع باليه الرسيس قبل إنشاء مركز فيينا الدولي للباليه في لندن سنة 1931 (وأصبح فيما بعد الباليه الملكي) حيث كانت اليشيا ماركوفا (1910-2004) راقصة الباليه الأولى فقد تألقت في الباليهات من إنتاجات المارينسكي الكلاسيكي. ورحلت ماركوفا لتصنع شركتها الخاصة بالتجول سنة 1937 وبعدها بعشر سنوات أصبحت مارغوت فونتين (1919-1991) راقصة الباليه الأولى للشركة. حيث أتت أوج شهرتها سنة 1961 بالمشاركة مع رودولف نورييف في جيزيل وحتى تقاعدت سنة 1979.

## معرض صور

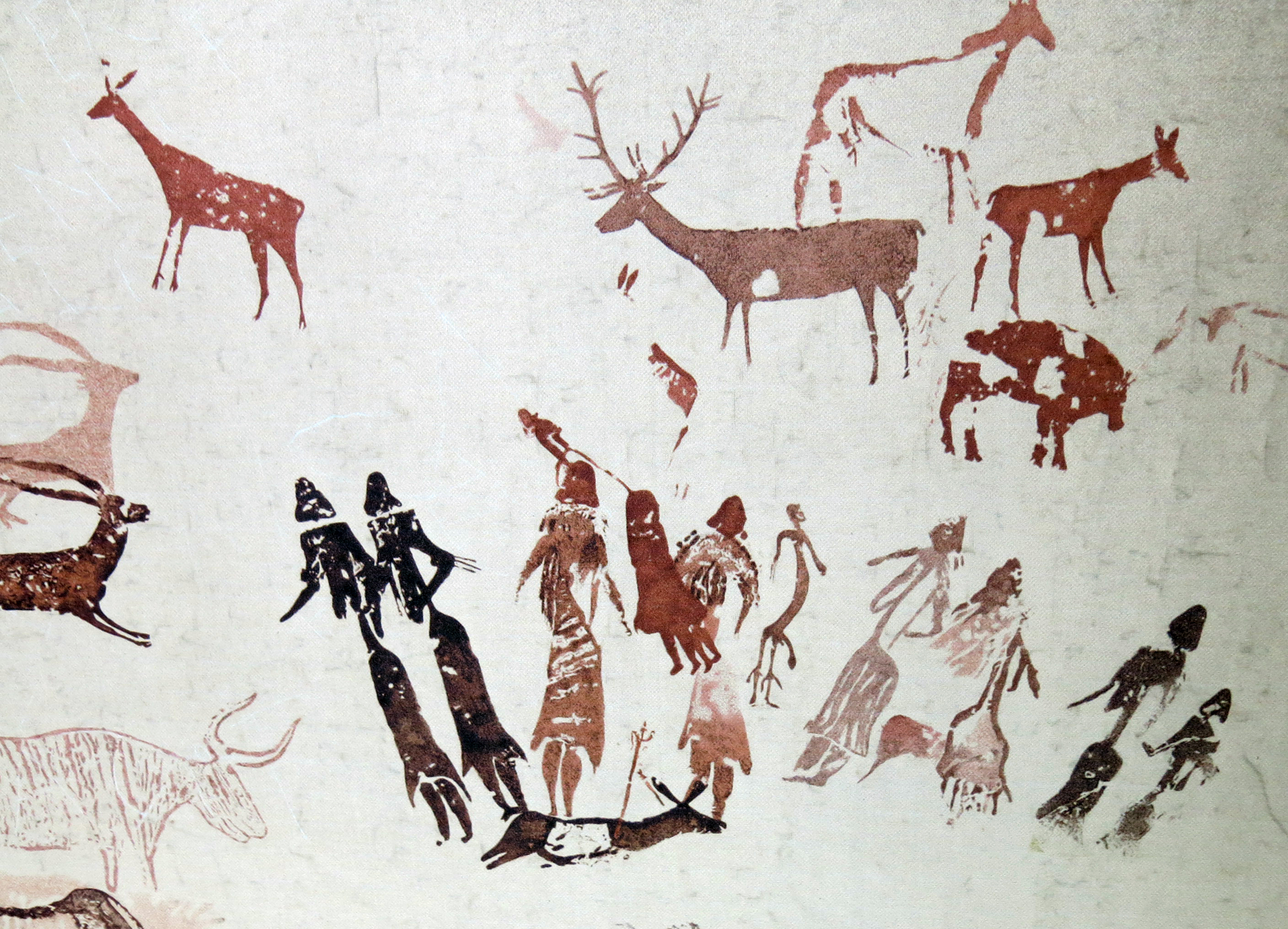
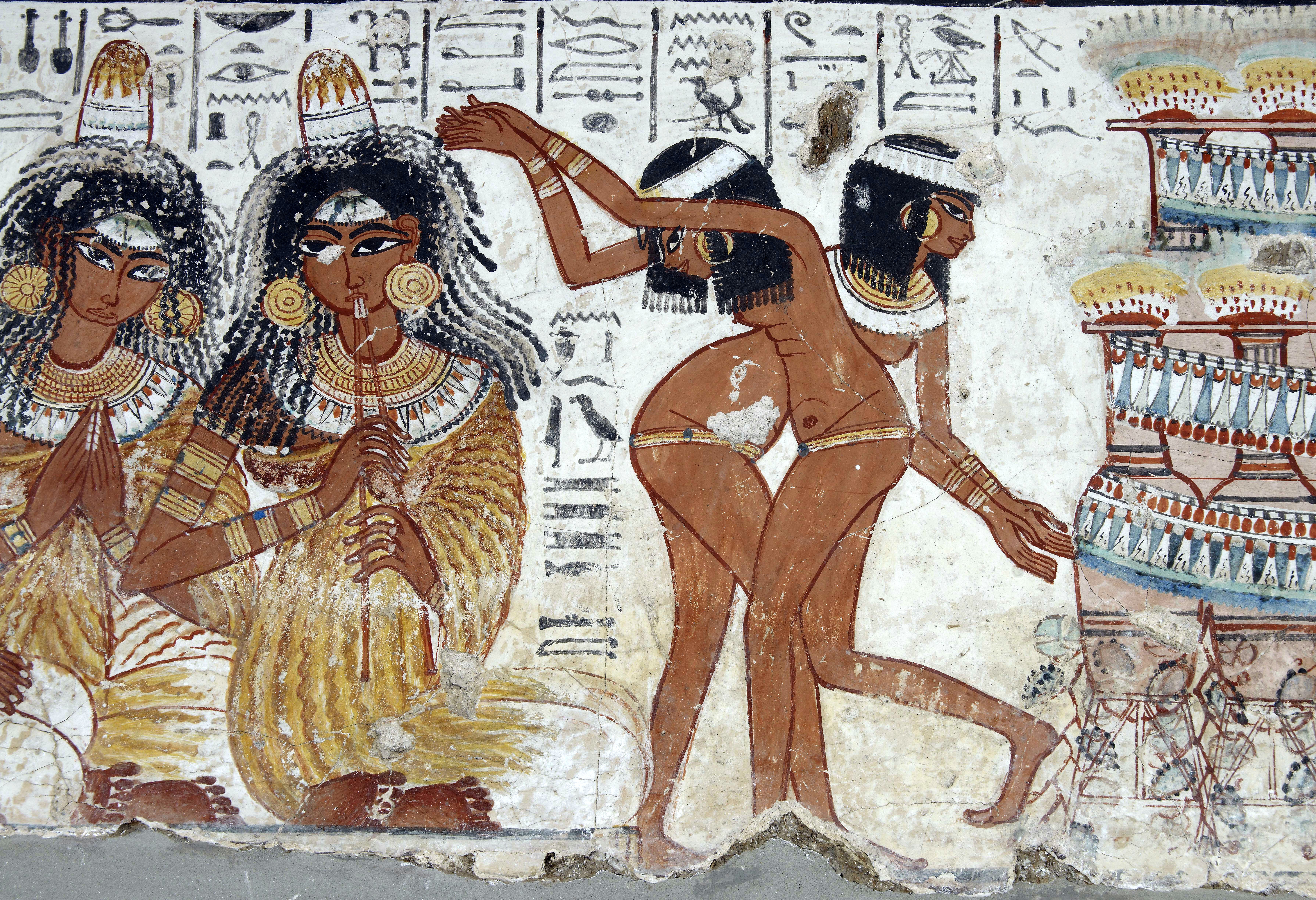